# Leasingodawca
Leasingodawca (ang. lessor) zwany też finansującym – strona umowy leasingowej, która kupuje przedmiot leasingu i oddaje tenże przedmiot na z góry ustalony czas w odpłatne użytkowanie innemu podmiotowi (leasingobiorcy).
Leasingodawca, zgodnie z kodeksem cywilnym, działa w ramach prowadzonego przedsiębiorstwa. Forma prawna przedsiębiorstwa leasingodawcy może być dowolna, lecz w praktyce największy udział w rynku mają spółki kapitałowe. Najczęściej leasingodawca jest wyspecjalizowaną firmą w świadczeniu usług leasingu jako swej podstawowej działalności. Firmy te są często powoływane przez banki jako podmioty zależne, nierzadko również producenci przedmiotów, prowadzą dodatkową działalność leasingową tzw. leasing fabryczny (leasing bezpośredni).